# Автошлях Т 1201

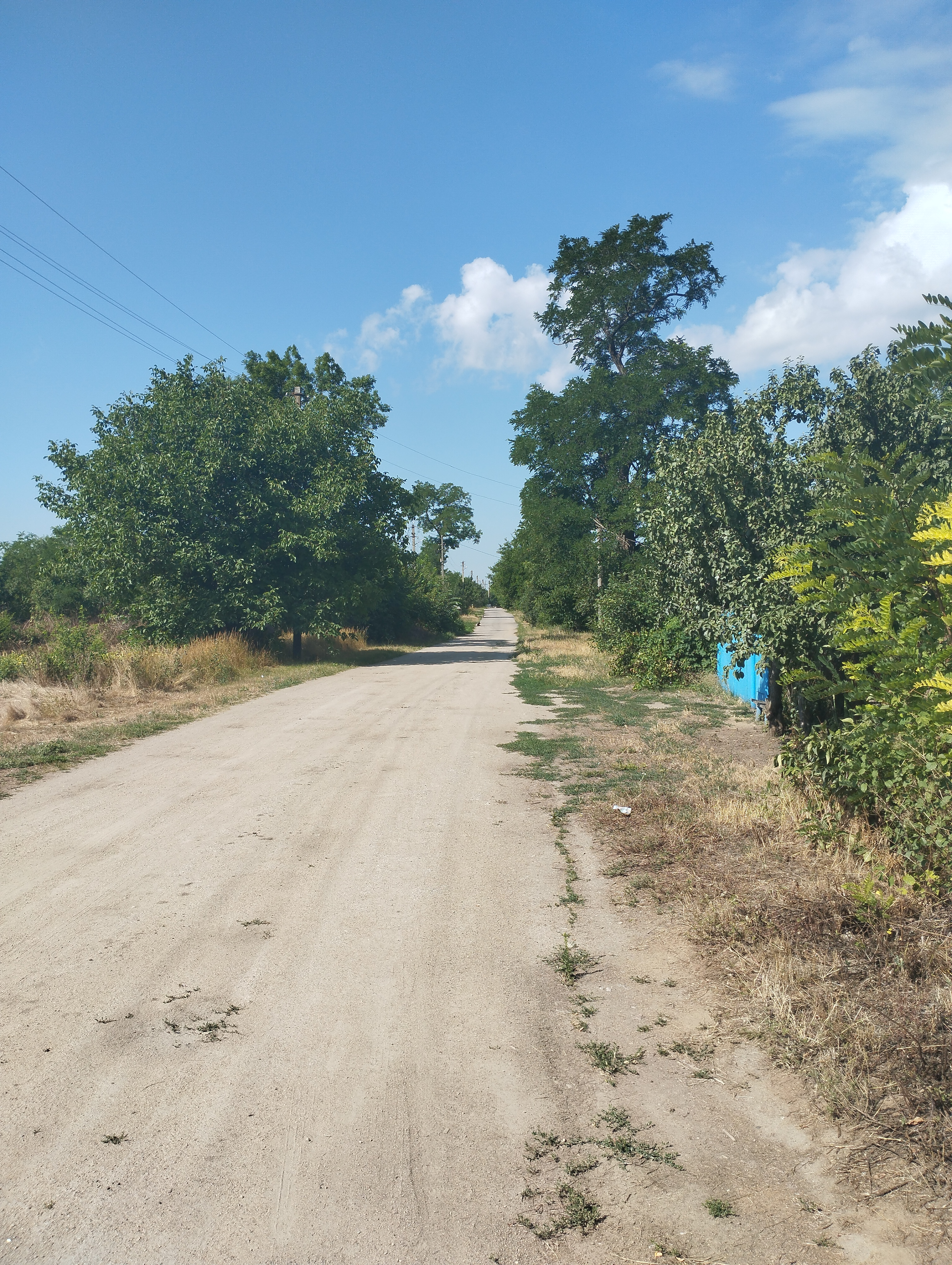
Траса біля смт. Нове (Кропивницький район)

Автошля́х Т 1201 — автомобільний шлях територіального значення в Кіровоградській області. Проходить територією Кропивницького та Новомиргородського районів через Кропивницький — Нове — Каніж — Новомиргород. Загальна довжина — 51,7 км.

## Маршрут
Автошлях проходить через такі населені пункти:
| Автошлях Т 1201         |        |
| Кіровоградська область  |        |
| Кропивницький район     |        |
| Кропивницький           | E50М12 |
| Нове                    |        |
| Катеринівка             |        |
| Мальовниче              |        |
| Олексіївка              |        |
| Володимирівка           |        |
| Миронівка               |        |
| Могутнє                 |        |
| Новомиргородський район |        |
| Каніж                   |        |
| Панчеве                 |        |
| Мартоноша               |        |
| Костянтинівка           | Т 1209 |
| Новомиргород            | Т 2401 |